# Grand tric
Le grand tric est la révolte des ouvriers typographes lyonnais le 25 avril 1539. 
Il s'agit de la première grève recensée dans l'histoire de France[réf. nécessaire].

## Étymologie
Le mot tric désigne la grève au XVIe siècle. Il vient du cri de ralliement des ouvriers pour cesser le travail. Une origine possible est celle du son d'une réglette tapant dans les ateliers, annonçant les interruptions autorisées de travail. Il est passé dans le langage courant des ouvriers, pour qui tric est devenu l'onomatopée employée entre ceux qui voulaient cesser le travail pour protester. Il est de la même famille que l'Allemand « Streik », ou l'anglais « strike » : grève.

## Histoire

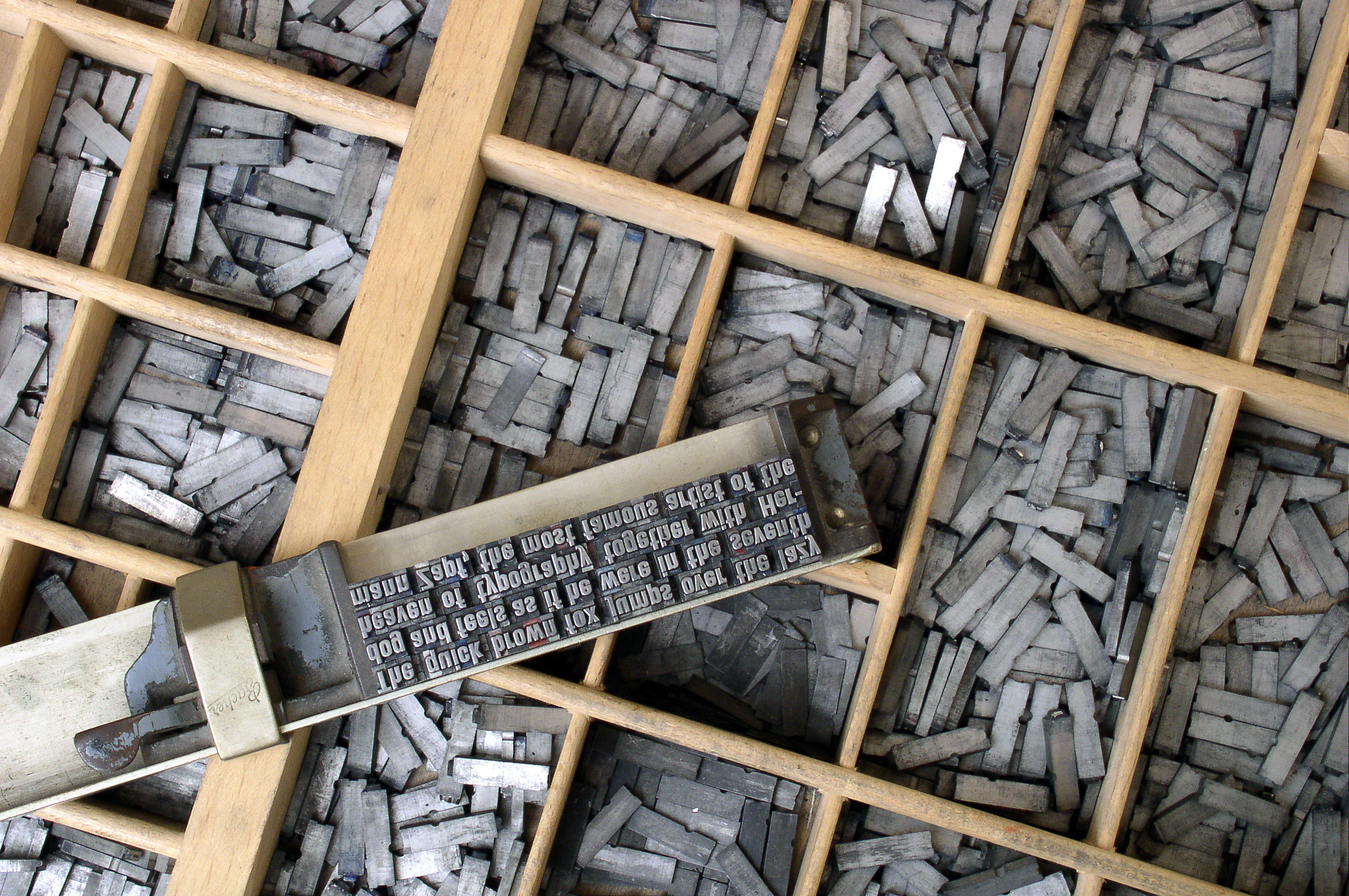
Typographie.

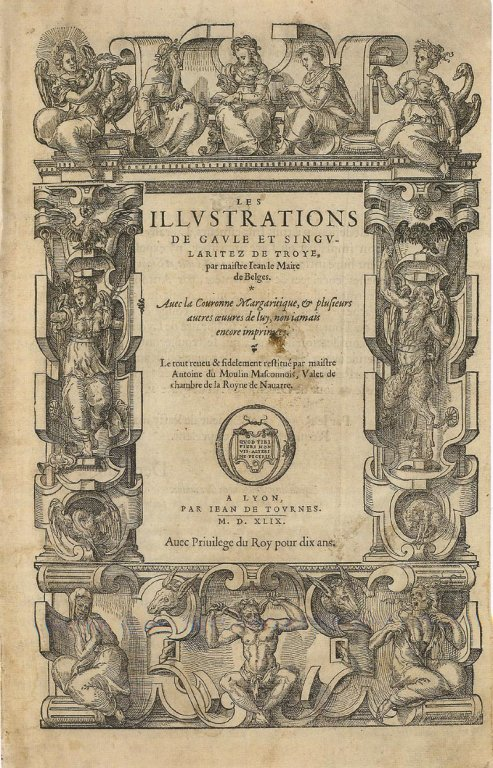
Jean de Tournes, imprimeur de Lyon.

Il s'agit de la première grève ouvrière recensée de l'histoire de France. En avril 1539, sous l'influence de confréries secrètes comme les Griffarins, les compagnons typographes lyonnais, insuffisamment payés pour leurs quinze heures de travail quotidiennes, et à cause de l'utilisation abusive d'apprentis sous payés qui travaillent à leur place, décident de cesser le travail. Au début du XVIe siècle, Lyon est l’un des principaux centres européens de l'imprimerie. Autour de cette nouvelle technologie s’est développée une corporation prestigieuse : compagnons, compositeurs et correcteurs arborent une dignité professionnelle, et se battent pour la faire reconnaître. Les compagnons imprimeurs sont des ouvriers très qualifiés, souvent cultivés et rarement analphabètes, possédant une certaine fierté et une grande estime de leur travail. Ils constituent une communauté professionnelle particulièrement soudée.
Autorisés à porter des armes, ils intimident les autorités, les maîtres Imprimeurs et les ouvriers apprentis qui seraient tentés de faire repartir la production. Durant quatre mois, aucune des imprimeries lyonnaises n'a fonctionné. Lyon était à l'époque l'une des plus grandes places de production de livres d' Imprimerie en Europe qui avait pris le pas sur Venise et Genève.
Les négociations avec les maîtres imprimeurs n'aboutissant pas, l'autorité représentant le roi à Lyon, le sénéchal, fait éditer un arrêt qui dicte les droits et les devoirs des ouvriers typographes. La profession étant récente du fait de l'utilisation nouvelle de l'imprimerie en Occident, ils étaient encore mal définis.
En 1539 les conditions économiques devenant plus dures avec l'inflation et la concurrence, les maîtres d'atelier tentent de remettre en cause les acquis des compagnons, d'embaucher plus d'apprentis sous payés, et de réduire l’influence de la Compagnie des Grypharins, ils décident de supprimer le repas qu’ils partageaient avec les compagnons. Tric (mot d’origine saxonne, voir Streik en allemand, ou strike en anglais ou encore trekk en néerlandais) : cette grève est suivie par les ouvriers imprimeurs de toutes les imprimeries lyonnaises, ceux qui composent les pages avec les caractères mobiles, ceux qui relisent et corrigent, et ceux qui actionnent la presse, qui quittent leurs ateliers.
Les revendications sont le maintien du salaire nourriture « pain, vin et pitance » fournis jusque-là, l’augmentation des salaires, le rétablissement en matière d’apprentissage des anciennes règles corporatives : les apprentis ne travailleront à composer et mettre les lettres qu’après être demeurés pendant trois ans en formation, et la liberté d’organiser leur temps de travail.
Les compagnons se mobilisent, armés de dagues, de poignards et de bâtons, ils châtient tout ouvrier ou apprenti qui ne veut pas quitter son travail. Des heurts ont lieu avec les maîtres et les forces de l’ordre, à savoir le prévôt et les sergents. En s'organisant et en formant des compagnies, avec capitaines lieutenants, munis de bannières, ils arpentent la ville en rangs serrés, le guet n’ose plus sortir. L’autorité est désarmée, même les mesures prises par la justice ne sont pas mises à exécution.
Le 31 juillet, au cours d’un procès où comparaissent cinq compagnons, qui doivent répondre en leur nom et en celui de leurs consorts, Monseigneur le Sénéchal rend sa sentence : 
- Interdiction de réunion de plus de cinq personnes ;
- Suppression du droit de grève sous peine de bannissement et d'amendes ;
- Interdiction du port d'armes ;
- Autorisation pour les maîtres d’embaucher le nombre d’apprentis qu'ils désirent ;
- Seule satisfaction pour les grévistes, le salaire nourriture est rétabli.

Ces décisions furent difficiles à mettre en place à Lyon, le sénéchal en suspendit l'exécution.
Pour faire cesser les troubles, le roi fin août 1539, promulgua l'ordonnance de Villers-Cotterêts, qui interdit les confréries pour tous les métiers « Nous défendons à tous lesdits maîtres, ensemble aux compagnons et serviteurs de tous métiers, de ne faire aucunes congrégations ou assemblées grandes ou petites, et pour quelque cause ou occasion que ce soit, ni faire aucuns monopoles et n’avoir ou prendre aucune intelligence les uns avec les autres du fait de leur métier… ». Mais l'ordre ne sera pas rétabli pour autant et la résistance continua.
En 1540, lors des Grands Jours, session extraordinaire du parlement organisée à Moulins, les compagnons obtiennent de la Cour un arrêt qui va rétablir les anciennes règles corporatives « Les apprentis ne besogneront à composer et mettre les lettres, qu'ils n’aient demeuré trois ans apprentis ». le 28 décembre 1541, le Roi pour faire cesser les troubles promulgua l'édit de Fontainebleau, qui donna gain de cause aux compagnons, dès lors ils vont poursuivre en justice les maîtres qui refusaient de se conformer à cette règle.
Les maitres Imprimeurs ayant perdu devant le roi, certains vont délocaliser leur imprimerie, ils iront entre autres à Vienne (Dauphiné) car la ville ne dépend pas du roi. Les ouvriers reprennent le travail en juillet, mais se lancent dans une longue procédure de négociation sur l'interprétation de l'édit, jusqu'à la clarification finale en 1542, qui vient d'une déclaration du roi qui entérine la priorité donnée par le pouvoir aux droits des maîtres.